# Tesla Ondra
Tesla Ondra (ONDRA) је кућни рачунар фирме Tesla који је почео да се производи у Чехословачкој током 1985. године.
Користио је U880D (Z80 клон) микропроцесорску јединицу а RAM меморија рачунара је имала капацитет од 64 KB. 

## Детаљни подаци
Детаљнији подаци о рачунару ONDRA су дати у табели испод.
|                       |                                                                                    |
| [ 1 ]                 |                                                                                    |
| Произвођач            |                                                                                    |
| Тип                   | кућни рачунар                                                                      |
| Меморија              | 64 KB                                                                              |
| Поријекло             | Чехословачка                                                                       |
| Година                | 1985                                                                               |
| Тастатура             | калкулаторски тип, 37 тастера, велика и мала слова, чешка абецеда, тастери смјера. |
| Процесор              | клон)                                                                              |
| Фреквенција процесора | 2                                                                                  |
| RAM                   | 64 KB                                                                              |
| ROM                   | 4 (све до 16 KB)                                                                   |
| Текст                 | 40 x 20 (матрица знакова: 8 x 12)                                                  |
| Графика               | 320 x 240 тачака.                                                                  |
| Боја                  | једна боја                                                                         |
| Звук                  | 7 програмибилних тонова (200 - 1000 Hz)                                            |
| Димензије             | 290 (ширина) x 130 (дубина) x 30 (висина) / 1,5                                    |
| Портови               |                                                                                    |
| Оперативни систем     |                                                                                    |